# Delmark Records
Delmark Records is een Amerikaans jazz- en blues-muzieklabel, dat werd opgericht in 1953.

## Geschiedenis
Delmark Records telt als een van de oudste onafhankelijke platenlabels van de Verenigde Staten. Het werd opgericht door de jazzfan Bob Koester (1932-2021), die het label eerst slechts als hobby uitoefende. Koester verkocht begin jaren 1950 platen in colleges en opende uiteindelijk in Saint Louis (Missouri) met een partner de platenzaak Blue Note. Na de scheiding van zijn compagnon richtte Koester Delmark Records op in de Delmar Street in Saint Louis en nam hij op 19 september 1953 als eerste productie de Traditional Jazzband The Windy City Six op. Koester bracht daarna ook opnamen uit van bluesmuzikanten als J.D. Short, Speckled Red en Big Joe Williams, die woonden in Saint Louis. In 1958 verplaatste hij de firma naar Chicago. In 1959 richtte hij Seymour's Jazz Mart op in het gebouw van de Roosevelt University en de naam van het label werd gewijzigd in Delmark. In 1963 verplaatste hij de zetel van de onderneming en het verkooppunt naar de Grand Avenue. In 1971 betrok hij kantoorruimten in de 4243 N. Lincoln Avenue, maar behield wel het verkooppunt in de Grand Avenue als The Jazz Record Mart. Tot deze tijd werkte ook Koesters echtgenote Susan in de firma en de enige werknemer was Bruce Iglauer, die later Alligator Records oprichtte. Bob Koester telt als een van de belangrijkste archivarissen van bluesopnamen in de Verenigde Staten.
Bij Delmark verschenen opnamen van belangrijke blues- en jazzmuzikanten, overwegend uit het circuit van Chicago. Het spectrum strekte zich uit van artiesten als Paul Bascomb, Jimmy Forrest en Donald Byrd tijdens de jaren 1950, Junior Wells en Luther Allison tijdens de jaren 1960 via Jimmy Dawkins, Ron Dewar en Lem Winchester tot Roscoe Mitchell en Sun Ra. In het bijzonder te vermelden is, dat het label de muzikanten van de avant-garde uit Chicago rond de AACM, zoals Anthony Braxton, Joseph Jarman, Muhal Richard Abrams, Kalaparusha Maurice McIntyre en later het Ethnic Heritage Ensemble en Kahil El'Zabars Ritual Trio, een publicatieplatform bood.
Er ontstonden echter ook opnamen van de bluesband Memphis Nighthawks tijdens de jaren 1970. Ook jongere muzikanten als Ken Vandermark, Zane Massey, Jeff Parker, Josh Abrams en Big Time Sarah werden uitgebracht. Tijdens de jaren 1990 ontstonden daar ook opnamen van Eric Alexander, Roy Campbell, Scott Fields en van veteranen als Malachi Thompson en Cecil Payne. Er verschenen ook opnamen van de jazzmuzikanten Jodie Christian, Ernest Dawkins, George Freeman, Lin Halliday, Carl Leukaufe, Nicole Mitchell, Harold Ousley, Mike Smith, Artur Majewski/Mikrokolektyw en Ira Sullivan. In 2018 verkocht Koester Delmark Records aan de muzikanten Julia A. Miller en Elbio Barilari uit Chicago. Tijdens de laatste jaren is Delmark ook ingestapt in de productie van video-dvd's.
Koester overleed op 88-jarige leeftijd.